# Bolang (Carenang)
Bolang is een bestuurslaag in het regentschap Serang van de provincie Banten, Indonesië. Bolang telt 3289 inwoners (volkstelling 2010).